# Саакадзе (село)
Саакадзе (груз. სააკაძე) — село в Грузии, на территории Гардабанского муниципалитета края (мхаре) Квемо-Картли.

## География
Село находится в юго-восточной части Грузии, в пределах долины реки Сацхенисисцкали, на расстоянии приблизительно 29 километров (по прямой) к северо-северо-западу от города Гардабани, административного центра муниципалитета. Абсолютная высота — 714 метров над уровнем моря.

## Население
По результатам официальной переписи населения 2014 года в Саакадзе проживало 317 человек (148 мужчин и 169 женщин). В национальной структуре населения грузины составляли 89,6 %, армяне — 2,9 %.
| Год  | Население, человек |
| ---- | ------------------ |
| 2002 | 286                |
| 2014 | ↗ 317              |